# Cratere Tomari
Tomari  è un cratere sulla superficie di Marte.